# Nhà di động
Nhà di động (tiếng Anh: "Motorhome") là một loại phương tiện giải trí tự hành (Recreational vehicle – RV) hoặc nơi cung cấp chỗ ở kết hợp với một động cơ xe. Các nhà di động thường được sử dụng ở Vương quốc Anh, Hoa Kỳ và Canada.

## Lịch sử
Các nhà di động bắt đầu phổ biến vào năm 1920, mặc dù có những kiểu bị cáo buộc tự chế có trước thời gian này. Hãng Jennings gắn một "phòng ở" lên một khung xe trong năm 1938. Sản xuất bị tạm dừng trong năm 1939, do Chiến tranh thế giới thứ hai xảy ra. Chiến tranh đã làm chậm sự cải tiến của phương tiện này, trong những năm 1950 nó tiếp tục phát triển trở lại. Những hãng sản xuất nhà di động lúc này có Dormobile, Paralanian và Westfalia.